# Educação em Portugal
O Sistema Educativo em Portugal é regulado pelo Estado através do Ministério da Educação e do Ministério da Ciência, Tecnologia e Ensino Superior. O sistema de educação público é o mais usado e melhor implementado, existindo também escolas privadas em todos os níveis de educação.
O ano escolar, chamado de ano letivo, começa em setembro até junho/julho do ano seguinte, dependendo da escola ou nível de educação. (O ano letivo dura entre 9 a 10 meses).
Em Portugal, a educação é iniciada obrigatoriamente para todos os alunos no ano em que completam 6 anos de idade. A escolaridade obrigatória termina quando o aluno fizer 18 anos ou completar o ensino secundário (12.º ano de escolaridade).
O ensino obrigatório divide-se em duas grandes partes: ensino básico — dividido em três ciclos: 1.º ciclo (também conhecido como ensino primário) (dos 6 aos 10 anos), 2.º ciclo (dos 10 aos 12 anos) e 3.º ciclo (dos 12 aos 15 anos) — e ensino secundário (dos 15 aos 18 anos). A obrigatoriedade termina com a conclusão do ensino secundário ou no momento em que o aluno completa 18 anos de idade.
O ensino superior é facultativo e para quem quer prosseguir os seus estudos num nível superior.
A taxa de alfabetização nos adultos situa-se nos 97%. As matrículas para a escola primária estão próximas dos 100%.
A Declaração de Bolonha foi adotada desde 2006 pelas universidades e institutos politécnicos portugueses.

## Calendário escolar
No ensino básico e secundário, 
cada ano letivo está dividido em três períodos:
- 1.º período - início - por volta de 15 de setembro; fim - por volta de 14 de dezembro
- 2.º período - início - por volta de 3 de janeiro; fim - duas semanas antes da Páscoa
- 3.º período - início - terça-feira a seguir à Páscoa; fim - entre o início e o final de junho

A meio do 2.º período, existem, geralmente, três dias de interrupção das atividades letivas, comummente chamados férias de Carnaval.
É de notar que as datas não são fixas. Normalmente, um período tem início numa segunda-feira e final numa sexta-feira. Porém isto varia muito conforme as diferentes escolas e os diferentes anos de escolaridade. Note-se ainda que o fim do terceiro período varia de ano para ano, em função das provas a que os alunos de cada ano possam estar inscritos. Apesar de não ser obrigatório as aulas começarem numa segunda-feira, esta é a situação mais comum. Apresentam-se como exceções as situações em que, não podendo o período começar numa segunda-feira, e sendo a segunda-feira seguinte demasiado tarde para que se cumpram os programas letivos, as aulas começam noutro dia da semana.
O ensino superior, que não faz parte da escolaridade obrigatória, divide-se em dois semestres. O ano letivo começa em setembro até junho/julho, sendo que o primeiro semestre é de setembro a janeiro/fevereiro e o segundo semestre de fevereiro a junho/julho. As datas dos calendários escolares, bem como dos exames, ficam a cargo de cada instituição de ensino.

## Ensino básico
O ensino básico divide-se em três ciclos, a saber: 1.º ciclo, 2.º ciclo e 3.º ciclo.

### 1.º Ciclo: 1.º, 2.º 3.º e 4.º Anos
No 1.º Ciclo, a avaliação é efetuada de muito insuficiente a excelente. A matriz curricular implementada neste ciclo contempla o ensino de matemática, português, estudo do meio, expressões artísticas e físico-motoras, inglês, educação moral e religiosa, apoio ao estudo e outras atividades de enriquecimento curricular, estas a cargo da escola.

### 2.º Ciclo: 5.º e 6.º Anos
| Nota | Percentagem | Menções      |
| ---- | ----------- | ------------ |
| 1    | 0% a 19%    | Insuficiente |
| 2    | 20% a 49%   | Insuficiente |
| 3    | 50% a 69%   | Suficiente   |
| 4    | 70% a 89%   | Bom          |
| 5    | 90% a 100%  | Muito Bom    |

No 2.º ciclo, a avaliação dos alunos é feita numa escala numerada, não linear, de 1 a 5, em que cada nota corresponde a uma das percentagens da tabela à direita. A matriz curricular implementadas neste ciclo contempla o ensino das seguintes disciplinas:
- português
- inglês
- Matemática
- ciências naturais
- História e geografia de Portugal
- Cidadania e desenvolvimento
- Oferta complementar
- Educação musical
- Educação tecnológica
- Educação visual
- Tecnologias da informação e comunicação (TIC)
- Educação física
- Educação moral e religiosa (de caráter opcional)

Cada escola deve ainda oferecer um determinado número de horas de apoio ao estudo, e é livre de ter outras atividades de enriquecimento curricular, ao seu critério.

### 3.º Ciclo: 7.º, 8.º e 9.º Anos
A educação é igual para todos os alunos até o 3.º ciclo do ensino básico, excetuando os que necessitam de orientação especial como é o caso de alunos com deficiências, que têm orientações específicas. Neste ciclo, a avaliação dos alunos é feita de modo idêntico ao anterior.
A matriz curricular implementada neste ciclo contempla o ensino das seguintes disciplinas:
- português
- inglês
- 2.ª língua estrangeira
- História
- Geografia
- Matemática
- Ciências naturais
- Físico-química
- Cidadania e desenvolvimento
- Educação musical (até o 8° ano)
- Educação tecnológica (até o 8° ano)
- Educação visual
- Tecnologias da informação e comunicação (TIC)
- Educação física
- Educação moral e religiosa (de caráter opcional)

A segunda língua estrangeira é escolhida pelo aluno e pode ser uma das seguintes:
- Espanhol
- Francês
- Alemão

Cada escola deve ainda oferecer um determinado número de horas de apoio ao estudo, e é livre de ter outras atividades de enriquecimento curricular, ao seu critério.

### Provas de aferição
Até 2025, os alunos eram alvo de avaliação, por intermédio de provas de aferição, de modo a aferir se os alunos estão capacitados à disciplinas específicas. No primeiro ciclo, os alunos do 2.º ano, passavam por avaliações de expressões artísticas, expressões físico-motoras, português e estudo do meio, matemática e estudo do meio. Eram realizadas quatro provas, comumente durante o mês de julho.
No segundo ciclo, os alunos do 5.º ano eram alvo de avaliação, por intermédio de provas de aferição às disciplinas de Educação Musical, Educação Visual e Educação Tecnológica, Português e Português Língua Segunda. Estas duas provas eram comummente realizadas durante o mês de julho.
No terceiro ciclo, os alunos do 8.º ano eram alvo de avaliação, por intermédio de provas de aferição, às disciplinas de Matemática e de Português. Estas duas provas eram comummente realizadas durante o mês de julho.

### Provas de Monitorização da Aprendizagem (ModA)
A partir de 2025, houveram mudanças significativas no sistema. As provas passam a ser denominadas como provas de monitorização da aprendizagem (ModA). Assim como o antigo sistema de provas de aferição, estas funcionam de modo a aferir se os alunos estão capacitados às disciplinas aprendidas. São obrigatoriamente avaliadas as disciplinas de português e matemática, além de disciplinas rotativas a cada 3 anos. 
No 1° ciclo, os alunos do 4° ano são alvo de avaliação, por meio do ModA. São aqui avaliadas, além de português e matemática, as disciplinas de inglês (em 2025 e em 2028), educação artística (2026) e educação física (2027).
No 2° ciclo, os alunos do 6° ano são alvo de avaliação, por meio do ModA. São aqui avaliadas, além de português e matemática, as disciplinas de história e geografia de Portugal (2025 e em 2028), inglês (2026), e educação física + educação visual (2027). 

### Exames Nacionais
No 9.° ano os alunos são alvo de avaliação, por intermédio do Exames Nacionais, às disciplinas de Português e Matemática. Este exame faz média com as notas do aluno ao longo do ano, ao contrário das provas de aferição.

## Ensino secundário

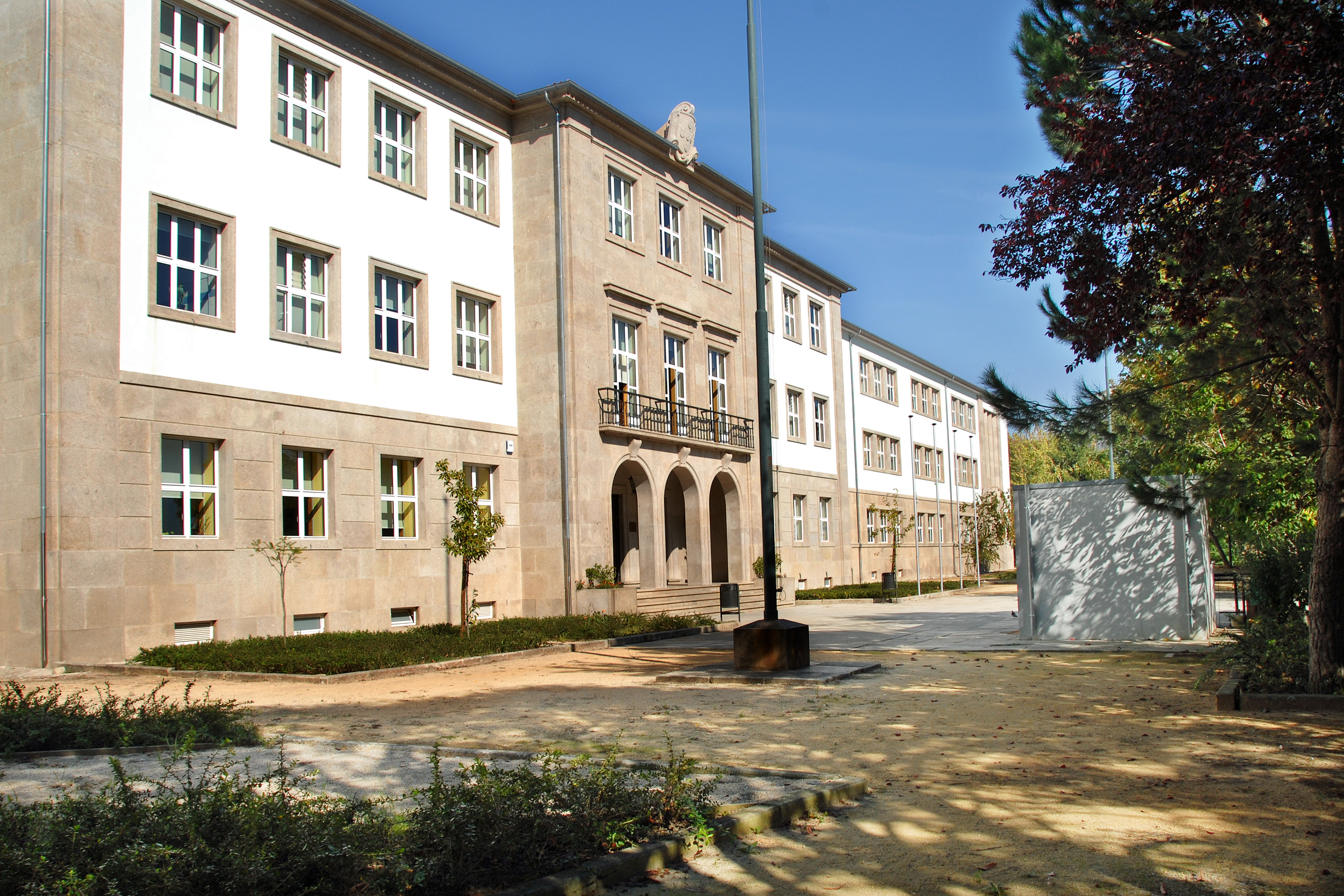
Escola Secundária Carolina Michaëlis

No ensino secundário, os alunos são convidados a escolher uma das seguintes vertentes:
1. Cursos científico-humanísticos
2. Cursos com planos próprios
3. Cursos artísticos especializados
4. Cursos profissionais
5. Ensino secundário na modalidade de ensino recorrente
6. Cursos vocacionais

Das seis opções, as mais comuns são a 1. e a 4. (http://www.dgeec.mec.pt/np4/6/)
No entanto, o ensino secundário é organizado de outra forma. Por se tratar este do ensino pré-universitário, os alunos têm de escolher uma área de ensino na qual se desejam inscrever, deixando desta forma de existir uma uniformidade nos conteúdos lecionados a todos os alunos. A avaliação passa a ser feita numa escala linear, de 1 a 20 valores (usando-se também os valores decimais, por exemplo 10,1 ou 18,3), em que a aprovação a uma disciplina implica uma nota igual ou superior a 9,5 valores (dado que esta qualificação é arredondada para 10 valores).

#### Cursos científico-humanísticos
Os cursos científico-humanísticos constituem uma oferta educativa vocacionada para o prosseguimento de estudos de nível superior. Destinam-se a alunos que tenham concluído o 9.º ano de escolaridade ou equivalente.
Têm a duração de 3 anos letivos, correspondentes aos 10.º, 11.º e 12.º anos de escolaridade, e conferem um diploma de conclusão do Ensino Secundário (12º ano).
Existem quatro cursos cientifico-humanísticos:
1. Curso de ciências e tecnologias (antigo científico-natural);
2. Curso de artes visuais;
3. Curso de ciências sócio-económicas (antigo curso de economia);
4. Curso de línguas e humanidades.

Os planos de estudo dos cursos integram:
- A componente de formação geral, comum aos quatro cursos, que visa contribuir para a construção da identidade pessoal, social e cultural dos jovens. É constituída pelas seguintes disciplinas:
  - Português;
  - Língua Estrangeira I, II ou III  (Alemão, Espanhol, Francês ou Inglês);
  - Filosofia;
  - Educação Física.
- A componente de formação específica, que visa proporcionar formação científica consistente no domínio do respetivo curso. As disciplinas constituintes desta formação dependem do curso em questão:
  - Uma disciplina trienal obrigatória (10.º, 11.º e 12.º anos);
  - Duas disciplinas bienais (10.º e 11.º anos), a escolher de entre o leque de opções de cada curso, sendo ambas obrigatoriamente ligadas à natureza do mesmo;
  - Duas disciplinas anuais (12.º ano), a escolher de entre as opções de cada curso.
- A disciplina de Educação Moral e Religiosa, de frequência facultativa.

Exames Nacionais
Os alunos dos cursos científico-humanísticos fazem obrigatoriamente quatro exames nacionais, a saber:
- No 11.º ano:
  - A duas disciplinas bienais da componente de formação específica, ou a uma das disciplinas bienais da componente de formação específica e à disciplina de Filosofia da componente de formação geral, de acordo com a opção do aluno.
- No 12.º ano:
  - À disciplina de Português.
  - À disciplina trienal.

Estes exames nacionais são tidos em conta no cálculo da classificação final da disciplina, tendo um peso de 30%. Os restantes 70% são determinados pela média aritmética simples das classificações obtidas nos 2/3 anos em que o aluno estudou a disciplina em causa.
No acesso ao ensino superior, os exames necessários para entrar para um curso são os que já foram feitos no secundário, não sendo necessário fazer provas de ingresso extra.

## Ensino profissional

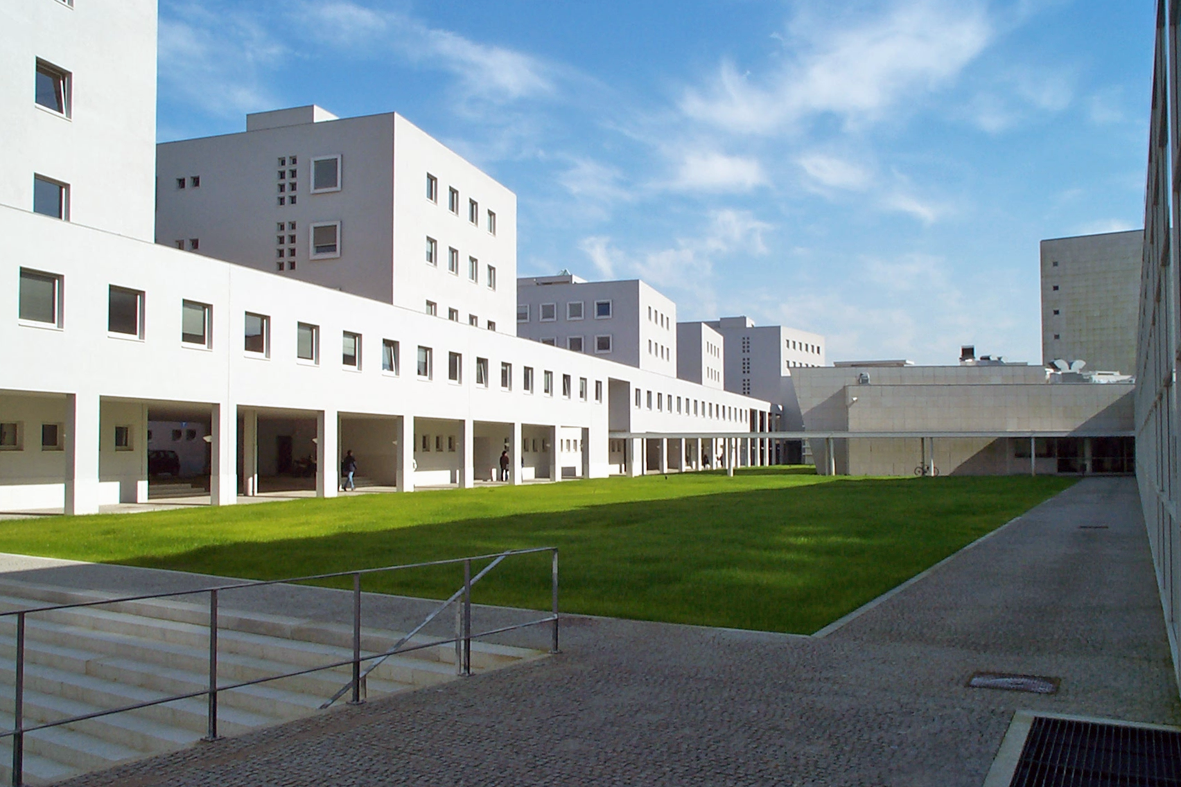
FEUP

O ensino profissional, em Portugal, é responsabilidade da Agência Nacional para a Qualificação e o Ensino Profissional.
Os cursos profissionais, caracterizados por uma forte ligação com o mundo profissional, constituem uma oferta educativa vocacionada para o desenvolvimento de competências para o exercício de uma profissão, em articulação com o setor empresarial local.
São comummente apontados como mais apropriados para estudantes que procurem um ensino mais prático e voltado para o mercado de trabalho, não excluindo, por outro lado, a hipótese do prosseguimento de estudos.
O plano de estudos inclui três componentes de formação, dentro das quais se inserem as disciplinas indicadas:
- Sociocultural:
  - Português
  - Área de Integração
  - Língua Estrangeira I, II ou III  (Alemão, Espanhol, Francês ou Inglês);
  - Tecnologias da Informação e Comunicação;
  - Educação Física.
- Científica:
  - 2 a 3 disciplinas.
- Técnica:
  - 3 a 4 disciplinas

Estes cursos culminam com a apresentação de um projeto, designado por Prova de Aptidão Profissional (PAP), no qual os alunos demonstram as competências e saberes desenvolvidos ao longo da formação.

Os cursos profissionais estão distribuídos por 39 áreas de formação, listadas no site da ANQEP.

## Ensino superior
O ensino superior em Portugal está dividido em dois grandes tipos: Universitário e Politécnico.

### Ensino universitário
O ensino universitário é orientado para a "investigação e criação do saber científico e cultural."
As instituições de ensino universitário dispõem de:
| Tipo               | Duração                    | Nível do QEQ | Pré-requisito                          |
| ------------------ | -------------------------- | ------------ | -------------------------------------- |
| Licenciatura       | 3 a 4 anos 180 a 240 ECTS  | 6            | Titular do secundário ou equivalente   |
| Mestrado           | 1,5 a 2 anos 90 a 120 ECTS | 7            | Titular de licenciatura ou equivalente |
| Mestrado integrado | 5 a 6 anos 300 a 360 ECTS  | 7            | Titular do secundário ou equivalente   |
| Doutoramento       | geralmente 3 anos          | 8            | Titular de mestrado ou equivalente     |

### Ensino politécnico
O ensino politécnico é orientado para a "investigação aplicada e criação do saber de natureza profissional."
As instituições de ensino politécnico dispõem de:
| Tipo                                | Duração                    | Nível do QEQ | Pré-requisito                          |
| ----------------------------------- | -------------------------- | ------------ | -------------------------------------- |
| Curso técnico superior profissional | 2 anos 120 ECTS            | 5            | Titular do secundário ou equivalente   |
| Licenciatura                        | 3 a 4 anos 180 a 240 ECTS  | 6            | Titular do secundário ou equivalente   |
| Mestrado                            | 1,5 a 2 anos 90 a 120 ECTS | 7            | Titular de licenciatura ou equivalente |

## Problemas do ensino em Portugal
Os vários problemas do setor da educação em Portugal

### Escassez de professores jovens
Como consequência da crise financeira em Portugal a contratação de professores reduziu significativamente tendo atualmente menos de 1% de professores com menos de 30 anos no ensino público.

### Falta de investimento público
Como consequência da crise financeira em Portugal, o país tem menos capacidade de investimento em áreas como: a investigação e a educação, sendo que atualmente o investimento público na educação seja de 4% do PIB, ou seja, de 8 bilhões de euros, sendo o ideal de pelo menos 8% do PIB.